# Гартмут Шіммельпфенніг
Гартмут Шіммельпфенніг (нім. Hartmuth Schimmelpfennig; 4 жовтня 1919, Гаага, Нідерланди — 27 квітня 1945, Шпандау, Третій Рейх) — німецький офіцер-підводник, оберлейтенант-цур-зее крігсмаріне.

## Біографія
9 жовтня 1937 року вступив на флот. З листопада 1940 року — спостерігач 2-ї ескадрильї 30-ї бомбардувальної ескадри. З 19 березня по 29 вересня 1942 року пройшов курс підводника, після чого був переданий в розпорядження 11-ї флотилії. З 6 грудня 1942 року — 2-й, з 16 серпня 1943 року — 1-й вахтовий офіцер на підводному човні U-586. З 10 вересня по 16 листопада 1943 року пройшов курс командира човна. З 16 грудня 1943 року — командир U-1004, на якому здійснив 1 похід (29 серпня — 23 жовтня 1944). В січні 1945 року заарештований за звинуваченням у гомосексуальності і засуджений до 1 року і 6 місяців ув'язнення, проте замість в'язниці був понижений до матроса і направлений в 500-й морський піхотний батальйон. Учасник битви за Берлін. Загинув під час авіанальоту. Похований в Шпандау.

## Звання
- Кандидат в офіцери (9 жовтня 1937)
- Морський кадет (28 червня 1938)
- Фенріх-цур-зее (1 квітня 1939)
- Оберфенріх-цур-зее (1 березня 1940)
- Лейтенант-цур-зее (1 травня 1940)
- Оберлейтенант-цур-зее (1 квітня 1942)

## Нагороди
- Нагрудний знак спостерігача
- Залізний хрест
  - 2-го класу (25 березня 1941)
  - 1-го класу (17 липня 1941)
- Авіаційна планка розвідника
  - в сріблі (5 травня 1941)
  - в золоті (11 вересня 1941)
- Нагрудний знак підводника (10 липня 1943)
- Фронтова планка підводника в бронзі (25 жовтня 1944)